# Louise (Charpentier)
Louise és una òpera en quatre actes, composta per Gustave Charpentier, amb llibret francès del mateix compositor, tot i que s'ha indicat la possibilitat que hi contribuís el poeta Saint-Pol Roux. Es va estrenar el 2 de febrer de 1900 en l'Opéra-Comique de París.
L'òpera intenta representar la vida de la classe treballadora parisenca i de vegades se la considera un primerenc exemple d'òpera verista francesa. La veritable estrella és la mateixa ciutat, a la qual es dediquen diferents pàgines per descriure'n l'atmosfera. Narra la història del dissortat amor entre Louise, una costurera que viu amb els seus pares a París, i Julien, un jove artista.
Qualificada de «novel·la musical» pel seu caràcter narratiu, és l'autèntica obra mestra de l'autor, i l'única que va entrar a formar part del repertori. Des de l'estrena, l'òpera va gaudir de força èxit i va llançar la carrera de la soprano escocesa Mary Garden, que va assumir el paper protagonista en una de les primeres representacions, quan la soprano titular va caure malalta. Se'n va fer una pel·lícula l'any 1939, amb Grace Moore en el paper protagonista. N'hi ha diversos enregistraments, i avui en dia es continua representant ocasionalment. L'ària Depuis le jour, única de tota l'òpera, és una peça interpretada sovint en recitals.

## Origen i context
Louise té elements veristes pel que fa a l'argument: una modesta modista filla d'obrers, un ambient proletari que es relaciona amb la bohèmia però que ignora estrats socials més alts, com no vulguem veure'ls personificats en la presència d'aquest doble personatge que és el Noctàmbul i el Rei dels bojos. La lluita de classes, llavors en auge, es comença a veure als teatres elegants. Però aquests teatres li deuen alguna cosa a una de les vigències culturals més importants del moment, el Naturalisme, que en narrativa més que en teatre, retrata les desventures i gestes de les classes necessitades, marginals, treballadores, també mitjanes.
Louise és un tribut a Émile Zola, va proclamar les normes del Naturalisme. Viu en aquest moment, quan la República Francesa està a punt d'aconseguir la gesta de 1905, la separació total de l'església i l'estat, el caràcter laic de l'estat, l'arraconament tan sols momentani de l'església, essencialment reaccionària i hereva del Syllabus Errorum i Pius IX en aquest moment. Zola, autor d'una gran sèrie de novel·les sobre les classes a què ens referim, va escriure la famosa carta oberta al President de la República, J'accuse...!, al diari L'Aurore. La contribució de Zola a la causa en pro d'Alfred Dreyfus va portar a la derrota dels ultramuntans. Louise no s'ocupa d'aquest tipus de lluites, però aquest és el seu fons social i polític (la carta de Zola és anterior en només dos anys a l'estrena de Louise, i aquesta òpera és anterior en cinc a les conquestes laiques de 1905). Louise intenta ser un retrat d'unes persones que viuen del seu treball, de les classes plenament treballadores.

## Personatges
Hi intervenen fins a 35 personatges, pel que és una de les òperes del repertori que més intèrprets necessita, i que menys permet un lluïment individual excepte l'ària ja esmentada. No obstant això, poden distingir-se, com a personatges principals
- Julien (tenor)
- Louise (soprano)
- Mare (mezzosoprano)
- Pare (baríton)
- El Noctàmbul (tenor)

Però Louise és una obra de quatre personatges, amb la protagonista al capdavant, una soprano líric-dramàtica, que assumeix el paper de Louise, que té una línia de cant molt bonica dins de les limitacions o, més ben dit, de l'aposta que assumeix Charpentier amb aquesta obra.

## Argument

### Acte I
Casa parisenca dels pares de Louise, en la dècada de 1890.
Louise s'ha enamorat del seu veí Julien. Al principi de l'òpera, recorden com es van conèixer. La mare de Louise els interromp i expressa la seua desaprovació per Julien. L'esgotat pare arriba de treballar i la seua esposa i filla li preguen que abandone aquest treball tan exigent. No obstant això, ell creu que és la seua responsabilitat mantenir la família. En el sopar, llegeix una carta que Julien va deixar proposant casar-se amb Louise. A ell li resulta indiferent, però la mare el rebutja i quan Louise defensa Julien, la mare li dona una bufetada. El pacífic pare demana a la seua filla que sega a llegir el periòdic amb ell. Mentre llegeix sobre la primavera a París, esclata en plors.

### Acte II
Escena I
Un carrer de París
Un preludi suggereix l'alba a París. S'alça el teló per a mostrar una escena agitada en què tot el món segueix les seues rutines diàries i parlen de la vida en general. Apareix el noctàmbul, es qualifica a si mateix l'esperit del Plaer de París i després se'n va amb la filla d'un robaveller. Apareix Julien amb un grup d'amics, bohemis com ell, per a ensenyar-los on treballa Louise. Els diu que si els seus pares no la deixen casar amb ell, la raptarà. Julien canta a la barreja de sons que l'envolten, dient que és la veu del mateix París. Louise i sa mare arriben al taller de costura on treballa Louise, on sa mare la porta a treballar tots els dies. Quan la mare se'n va, Julien torna. Louise li diu que l'estima, però que també estima molt els seus pares com per a abandonar-los. Julien intenta persuadir-la que fugisca amb ell, i finalment la convenç que han de fer-ho aviat.
Escena II
Al taller de Louise
Les costureres bromegen amb Louise, per estar enamorada. Se sent fora una banda i Julien canta una serenata. Les xiques li admiren pel seu aspecte i la seua veu. Louise sigil·losament se'n va, per a fugir amb Julien.

### Acte III
Una caseta prop de París
L'acte s'obri amb l'ària més coneguda, "Depuis le jour"; els amants s'han traslladat a una caseta des de la que es veu París i en l'ària ella canta la felicitat de la seua nova existència i el seu amant. Després canten un llarg duo d'amor. Entren molts bohemis i coronen Louise com la Reina de Montmartre. El Noctàmbul presideix com a Rei dels Ximples. Apareix la mare de Louise i acaba la festa. Li parla a Louise de la malaltia de son pare i que sol anar a l'habitació de Louise en meitat de la nit, encara que han acordat tenir-la per morta. Fins i tot Julien es commou, i deixa que Louise el deixe, amb la promesa que tornarà quan ell ho desitge.

### Acte IV
La casa parisenca dels pares de Louise
El pare ha recuperat la salut. De nou treballa, però ha acabat acceptant filosòficament la pobresa. La seua recuperació pot atribuir-se a la tornada de Louise, a qui pren en els seus braços, tot cantant-li una cançó de bressol. No aconsegueix animar-la, perquè ella enyora Julien. Se sent un alegre vals fora, i ella canta bojament, a l'amor i la llibertat. Els seus pares queden sorpresos, i el pare va enutjant-se per moments. Escridassa Louise i li demana que se'n vaja; si això és el que ella vol... que se'n vaja a dansar i riure. Ell comença a atacar-la, però la mare s'interposa. Louise se'n va corrents de casa per a viure de nou amb Julien. Aleshores, el pare s'adona del que ha fet. La crida: "Louise, Louise!". Ella se n'ha anat i, desesperat, ell mostra el puny a la ciutat que li ha robat a la seua filla: "París!", diu, i així acaba l'òpera.

## Anàlisi musical
No hi ha números separables a Louise. Hi ha una ària per a la protagonista, a l'inici de l'acte tercer, quan ella celebra la llibertat i la plenitud en l'amor; però aquest episodi es fon immediatament en un llarg i bonic duo d'amor que, al seu torn, tampoc es pot separar fàcilment en la continuïtat del drama. Els moments d'aparent eloqüència de Louise són compatibles amb llargs moments de silenci de la protagonista, quan escolta, aguanta i suporta: suporta al seu pare en el quart acte, quan la bressola com si volgués reduir-la a la nena que ja no és; suporta amb la inquietud de posar-se en evidència a les burles innocents de les seves companyes de treball, en el quadre segon del segon acte.